# 中村鴈治郎 (2代目)
二代目 中村鴈治郎（なかむら がんじろう、1902年（明治35年）2月17日 - 1983年（昭和58年）4月13日）は、日本の歌舞伎役者。屋号は成駒屋、定紋はイ菱。日本芸術院会員、重要無形文化財保持者（人間国宝）。本名：林 好雄（はやし よしお）。
上方歌舞伎の伝統を継承し、立役から女形まで幅広い芸域を誇ったが、特に父・初代鴈治郎譲りの二枚目役においてその本領を発揮した。

## 略歴
大阪生まれ。初代中村鴈治郎の二男。1906年（明治39年）、京都南座で初舞台。1909年（明治42年）、初代中村扇雀に改名。幼少期は子供芝居で、やや長じては青年劇中村扇雀一座の座頭として活躍する。1924年（大正13年）に大歌舞伎に復帰し、以後初代鴈治郎・二代目實川延若・十二代目片岡仁左衛門などのもとで修行。当時は主に女形を務めた。
1935年（昭和10年）初代鴈治郎が死去。このころから若手の有望株と目され、1941年（昭和16年）には四代目中村翫雀を、また1947年（昭和22年）には二代目中村鴈治郎を襲名した。

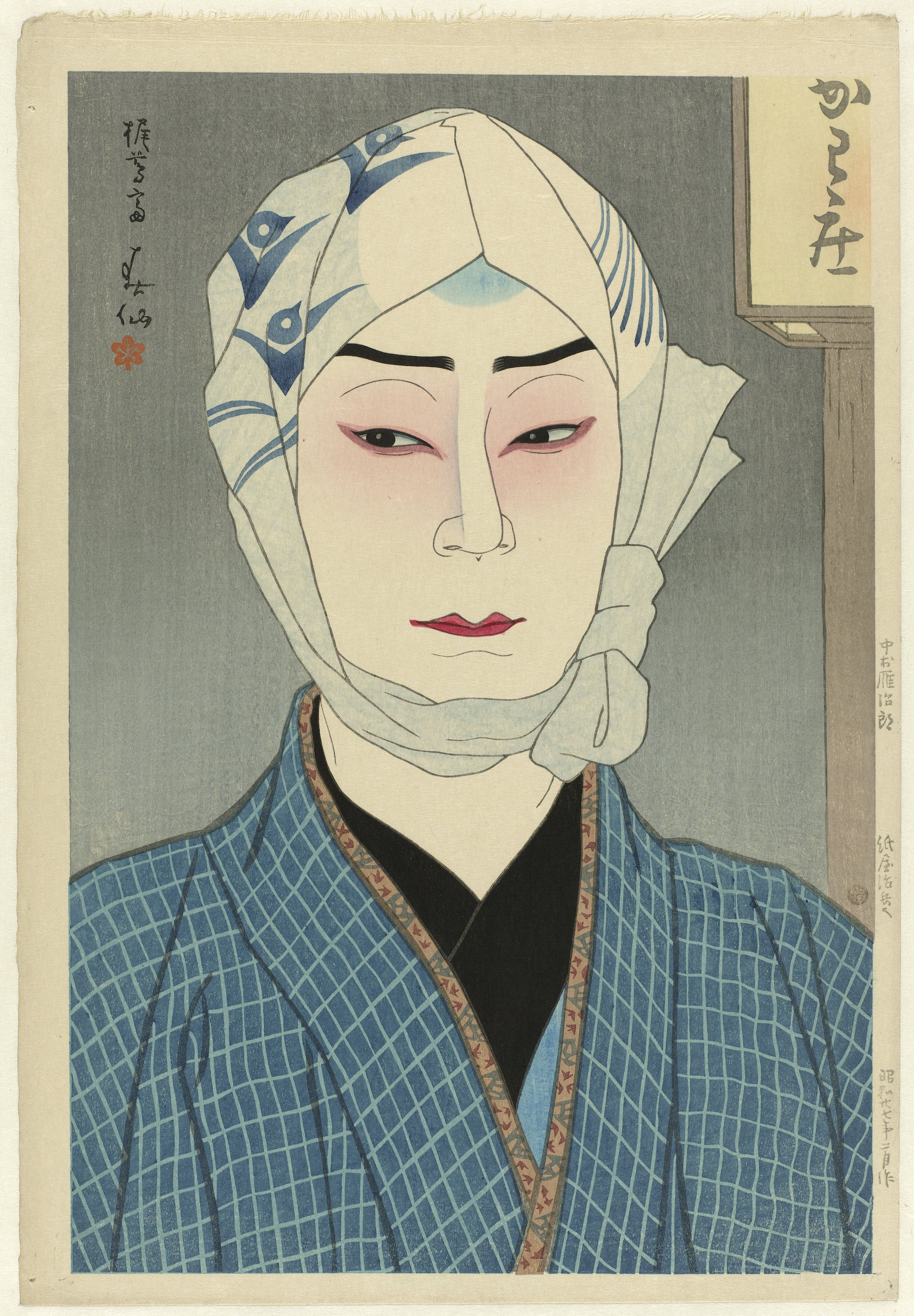
名取春仙作品の「二世中村鴈治郎の紙屋治兵衛」（1952年）

1952年（昭和27年）には宇野信夫の脚本により近松門左衛門の『曾根崎心中』を復活上演、以後生涯の当たり役となった。しかしこの頃になると上方歌舞伎の凋落がいちじるしく、鴈治郎自身も周囲の期待の重圧に自身の芸が伸び悩む。また三代目市川壽海を主とする興行方針をめぐる松竹との軋轢、さらには長男二代目中村扇雀の松竹離脱もあって居場所を失う形となり、1955年（昭和30年）に松竹を離脱した。大名跡である鴈治郎・扇雀親子の松竹離脱は、混乱と凋落の真っ只中にあった当時の上方歌舞伎にさらなる追い打ちを掛ける事になった。
以後は扇雀と共に映画やテレビへ活躍の場を移し、それから約10年の間、映画・ドラマ俳優としての活動が主となる。とりわけ映画では大映を中心に目覚しい活躍を見せた。当時の主な出演作には『炎上』『鍵』（市川崑監督）、『浮草』『小早川家の秋』（小津安二郎監督）、『どん底』（黒澤明監督）、『雁の寺』（川島雄三監督）などが挙げられる。
映画出演の傍ら、1958年（昭和33年）からは十三代目片岡仁左衛門らとともに歌舞伎の自主公演「七人の会」にも出演したが、歌舞伎公演が激減していた当時の上方にはもはや活躍の場は無いも同然で、上方を離れ東京歌舞伎と一座することが多くなる。その間に映画出演などで芸の力が付いた事でようやくスランプを脱すると、上方和事の真髄とも言う芸を見せて高く評価された。主な顕彰歴は、1967年（昭和42年）人間国宝、1968年（昭和43年）紫綬褒章、1969年（昭和44年）NHK放送文化賞、1970年（昭和45年）日本芸術院賞、1972年（昭和47年）日本芸術院会員、1974年（昭和49年）勲三等瑞宝章、1980年（昭和55年）文化功労者。
1983年（昭和58年）4月13日死去、正四位勲二等瑞宝章が追贈された。墓所は鎌倉霊園。

## 家族・親族
義父に落語家の笑福亭圓歌、兄に二代目林又一郎、妹に長谷川一夫に嫁した林たみ、四代目中村富十郎に嫁した女優の中村芳子など。長男は四代目坂田藤十郎（妻は元参議院議員の扇千景）、長女は女優の中村玉緒。娘婿は俳優の勝新太郎（玉緒の夫）。甥は林敏夫（又一郎の長男、第二次世界大戦で戦死）・俳優の林成年（たみの息子）。姪は俳優の長谷川季子（たみの娘）。大甥は俳優の林与一（又一郎の孫）。孫に四代目中村鴈治郎・三代目中村扇雀・奥村真粧美・鴈龍。曾孫に中村壱太郎・中村虎之介。
娘婿・勝新太郎の実兄は同じく俳優の若山富三郎で、若山の長男、すなわち勝の甥である若山騎一郎の元妻は上原謙の長女仁美凌（上原の後妻大林雅美との間に生まれた子で、加山雄三の異母妹）。上原の前妻で加山の生母である小桜葉子は明治の元勲岩倉具視の曾孫（岩倉具定公爵の五男・岩倉具顕の娘）。小桜の伯母は依仁親王妃周子（伏見宮邦家親王の第17王子である東伏見宮依仁親王の妃）であるため、林家は奥村家・池端家・岩倉家・東伏見家・久邇家を通し、一時期天皇家の縁戚となった。
なお、妹婿である四代目富十郎の孫（先妻・初代吾妻徳穂との次男の長女・後の二代目吾妻徳穂）が自身の孫である四代目鴈治郎に嫁いだため、曾孫の壱太郎から見て四代目富十郎は実の曽祖父であると共に義理の曾祖叔父でもある。
また、この初代吾妻徳穂の曽祖父に当たる（通説による）のが越前松平家当主であった松平春嶽のため、林家は徳川将軍家と繋がりがある他（一例をあげると、中村壱太郎→二代目吾妻徳穂→山田元靖→初代吾妻徳穂→十五代目市村羽左衛門→池田絲→松平春嶽→徳川斉匡→徳川治済→十一代将軍徳川家斉）、同家を通じて現在も皇室には間接的な繋がりがある（例えば、春嶽の異母弟徳川慶頼の子徳川家達の妻が、後陽成天皇十一世孫である近衛泰子）。

## 芸風・当たり役
立役、女形、敵役、老役とあらゆる役種をこなしたが、本領は父・初代鴈治郎ゆずりの二枚目と二代目延若の影響を受けたつっころばしなどの上方和事にある。上方歌舞伎の伝統にのっとって、型を意識しない写実的な芸風が特徴で、身ごなしや風情に独特の艶のある役者だった。歌舞伎以外にも松竹新喜劇の『わてらの年輪』で花柳章太郎と共演するなど幅広く活躍した。
立役
- 『曾根崎心中』の徳兵衛
- 『心中天網島』の紙屋治兵衛
- 『恋飛脚大和往来』「封印切」「新口村」の忠兵衛
- 『伊賀越道中双六』「沼津」の重兵衛
- 『双蝶々曲輪日記』「引窓」の南与兵衛後ニ南方十次兵衛
- 『菅原伝授手習鑑』「寺子屋」の武部源蔵
- 『義経千本櫻』「すし屋」「四ノ切」のいがみの権太、平維盛、源義経
- 『仮名手本忠臣蔵』の大星由良助
- 『一谷嫩軍記』「熊谷陣屋」の源義経
- 『妹背山婦女庭訓』「三笠山御殿」の漁師鱶七実ハ金輪五郎今国
- 『新薄雪物語』の奴妻平
- 『土屋主税』の土屋侯
- 『敵討襤錦錦』の春藤次郎右衛門
- 『本朝廿四孝』の武田勝頼

女形
- 『菅原伝授手習鑑』「道明寺」「寺子屋」の覚寿、千代
- 『鏡山旧錦絵』のお初、岩藤
- 『伽羅先代萩』の八汐
- 『近江源氏先陣館』「盛綱陣屋」の微妙
- 『一谷嫩軍記』「熊谷陣屋」の相模

敵役
- 『仮名手本忠臣蔵』の高師直
- 『菅原伝授手習鑑』「車引」の藤原時平公
- 『敵討天下茶屋聚』の東間三郎右衛門

道外役
- 『新板色読販』（ちょいのせの善六）の善六

脇役
- 『宿無団七時雨傘』（宿無団七）の並木正三

新作歌舞伎
- 『建礼門院』の後白河法皇
- 『ぢいさんばあさん』のるん

舞踊劇
- 『隅田川』の舟長

## 人物・逸話

中村鴈治郎の紋「イ菱」

最後まで若々しい芸を見せ、『曾根崎心中』で舞台を共にした長男・二代目扇雀（→三代目鴈治郎→四代目藤十郎）が人気を集めると「嫉みますがな」とライバル意識をむき出しにしていた。
庶民的な気さくな面を持ちパチンコや競馬が好きで、人間国宝に認定されると「国宝なったら競馬したらアカンのか」と本気で心配した。また、当時孤軍奮闘していた三代目市川猿之助を可愛がり、彼の一座によく参加するといった義侠心も併せ持つ人物だった。
小心なところがあり、戦時中空襲警報が発令されると真っ先に自宅の防空壕に駆け込んでいた。終戦直後はヒロポンを常習したこともある。
科白覚えは悪かったものの、新作や新しい役柄には進んで挑戦する精神に富んでいた。科白がうろ覚えでも本番では観客に悟られることなく役をつとめることが出来る特技を持っていた。ある新作の稽古で、原作者から「鴈治郎さん、科白覚えて下さい！」と駄目を出された時は、今まで見せたことのない怒りの表情になり、後々までもこのことを恨んでいたという。また、黒澤明の『どん底』に出演した時は、黒澤から「歯を全部抜けますか。」と聞かれ、希望通りに全部抜いてしまうほどの熱の入れようだった。
また、『妹背山婦女庭訓』「金殿」の鱶七をつとめたとき、周囲は荒事の鱶七を和事の鴈治郎ができるのか、いかにもニンが違い過ぎはしないかと案じた。しかし鴈治郎は二代目尾上松緑から役の性根を教えてもらい、自身なりの鱶七を見事につとめあげて賞賛を浴びた。これには、お三輪役で舞台を共にした六代目中村歌右衛門が、以前から「成駒屋（鴈治郎のこと）の鱶七はすごいわよ」とその芸力を認め強く推薦していたからだった。
晩年は病魔に悩まされながら舞台を勤めた。最後の舞台は1982年（昭和57年）京都南座顔見世の『新口村』の忠兵衛で、息子の扇雀の梅川、友人で好敵手でもある十三代目仁左衛門の孫右衛門との共演であった。鴈治郎の死後、仁左衛門はその千秋楽の日、最後の告別の場面で「成駒屋がいつまでも私の手を離さへんのです。」と感慨を込めて証言した。
十代の頃は少年雑誌に林春虎のペンネームで投稿をおこなっていた。

## 映画・テレビドラマでの出演作

### 映画

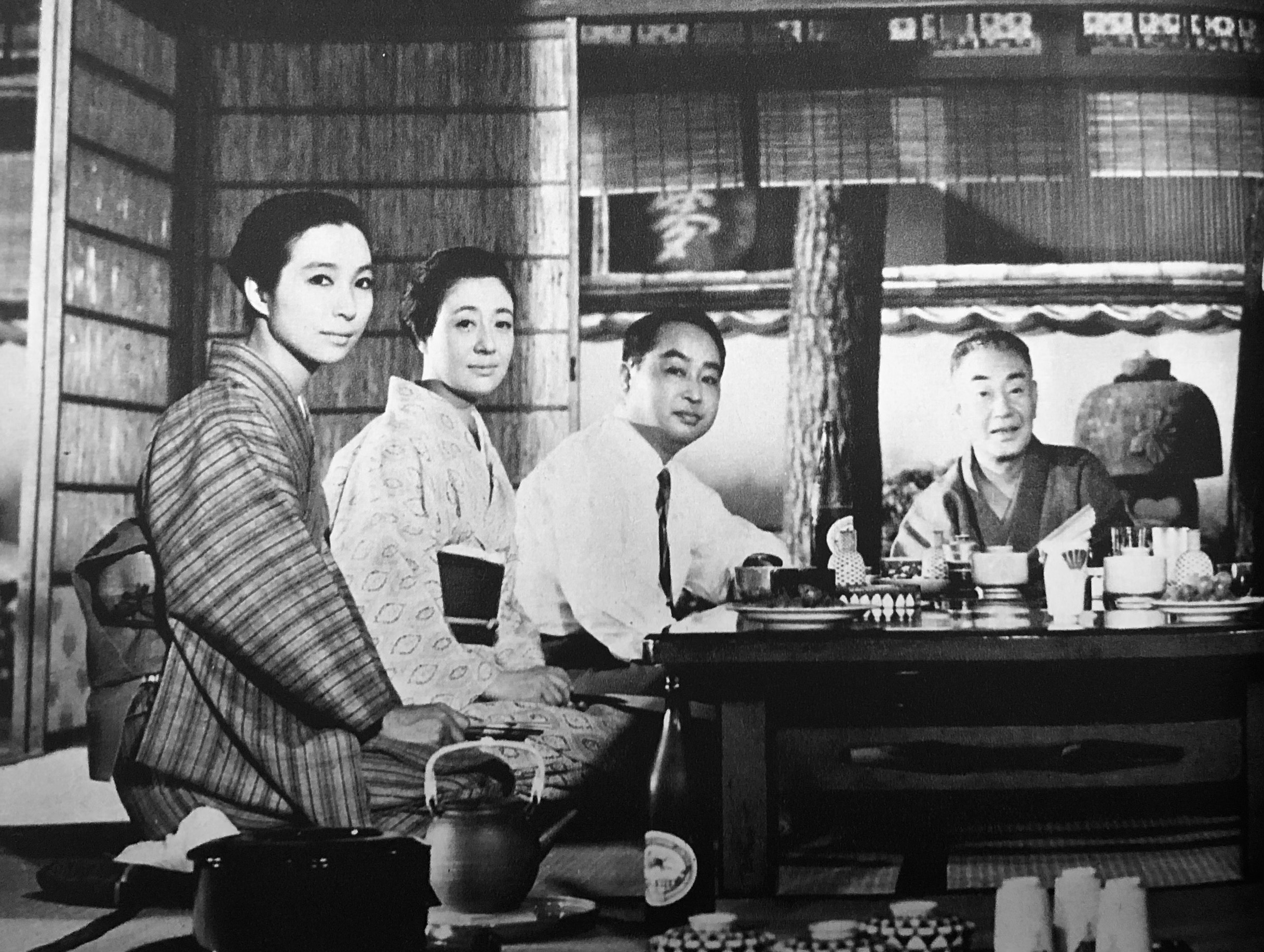
『小早川家の秋』（1961年）

- 『芸道一代男』（1941年、特作プロ/松竹）、主演・中村鴈治郎
- 『大阪物語』（1957年、大映京都）
- 『琴の爪』（1957年、東宝）
- 『どん底』（1957年、東宝）
- 『女殺し油地獄』（1957年、東宝）
- 『暖簾』（1958年、宝塚映画/東宝）[2]
- 『炎上』（1958年、大映京都） - ブルーリボン男優助演賞受賞[3]
- 『鰯雲』（1958年、東宝）
- 『弁天小僧』（1958年、大映京都）
- 『鍵』（1959年、大映東京）
- 『日本誕生』（1959年、東宝） - 景行天皇[4][5]
- 『浮草』（1959年、大映東京）
- 『初春狸御殿』（1959年、大映京都）
- 『女経』第三話「恋を忘れていた女」（1960年、大映東京）
- 『女が階段を上る時』（1960年、東宝）
- 『忠直卿行状記』(1960年、大映) -徳川家康
- 『ぼんち』（1960年、大映京都）
- 『好色一代男』（1961年、大映東京）
- 『東京おにぎり娘』（1961年、大映東京）
- 『小早川家の秋』（1961年、宝塚映画/東宝）
- 『釈迦』（1961年、大映京都）
- 『雁の寺』（1962年、大映京都）
- 『破戒』（1962年、大映京都）
- 『お吟さま』（1962年、文芸プロダクションにんじんくらぶ/松竹）
- 『長脇差忠臣蔵』（1962年、大映京都）
- 『殺陣師段平』（1962年、大映京都）
- 『秦・始皇帝』（1962年、大映）
- 『雪之丞変化』（1963年　大映京都）
- 『女系家族』（1963年　大映京都）
- 『越前竹人形』（1963年　大映京都）
- 『怪談』第四話「茶碗の中」（1964年、文芸プロダクションにんじんくらぶ/東宝） - 出版元[6]
- 『幸せなら手をたたこう』（1964年、大映）
- 『忍びの者 霧隠才蔵』（1964年、大映）
- 『「エロ事師たち」より 人類学入門』（1966年、今村プロ/日活）
- 『湖の琴』（1966年、東映京都）
- 『悪名 縄張荒らし』（1974年、勝プロダクション/東宝）
- 『ある映画監督の生涯 溝口健二の記録』（1975年、近代映画協会/ATG）
- 『徳川一族の崩壊』（1980年5月24日、東映京都）

### テレビドラマ
- 『すいーとぽてと』（1971年 - 1972年、毎日放送・NET系列）
- 『男は度胸』（1970年 - 1971年、NHK）-淀屋辰五郎 役
- 『日本沈没』（1974年 - 1975年、TBS系列）
- 『座頭市物語』 第26話（最終回）「ひとり旅」（1975年、フジテレビ）
- 日本名作怪談劇場『死神』（1977年、テレビ東京系列）
- 『必殺仕事人』（1979年、テレビ朝日系列） - （元締）鹿蔵 役
- 『木曜ゴールデンドラマ 母と子の裁かれる日』（1982年、読売テレビ・日本テレビ系列）
- 『必殺シリーズ10周年記念スペシャル 仕事人大集合（1982年、テレビ朝日系列）

## 著書
- 『鴈治郎の歳月』（1972年、文化出版局）
- 『役者馬鹿』（1974年、日本経済新聞出版社、『私の履歴書』を元に増補）